# Zsanna Trofimovna Prohorenko
Zsanna Trofimovna Prohorenko (oroszul: Жа́нна Трофи́мовна Прохоре́нко; Poltava, Ukrajna, 1940. május 11. – 2011. augusztus 1.) szovjet-orosz színésznő.

## Pályája
Apját a háború idején elvesztette, anyjával nevelkedett Leningrádban. Színi tanulmányait a Moszkvai Művész Színház stúdiójában kezdte. Grigorij Csuhraj fedezte fel a film számára. Még első évfolyamát végezte, amikor a rendező rábízta később híressé vált filmje, a Ballada a katonáról női főszerepét. A háború idején játszódó történetben a frontról pár nap szabadságra falujába tartó kiskatona (Vlagyimir Ivasov) segít elrejtőzni a fiatal lánynak, Surának egy katonai szerelvény vagonjában. Utazás közben kölcsönös vonzalom ébred bennük, de végül elválnak. A pályakezdő színésznő könnyed természetességgel elevenítette meg Sura tiszta, saját érzelmeitől is megriadó, kedves alakját. A film az 1960-as cannes-i filmfesztivál egyik díját és a Brit Filmes és Televíziós Művészetek Akadémiája legjobb filmnek járó díját is elnyerte (1962). Ezzel a filmszereppel Prohorenko egy csapásra híres lett, hazájában és külföldön egyaránt. Ő volt az első szovjet színésznő, aki személyesen részt vett a San Franciscó-i Arany Kapu Filmfesztiválon (1960).
Főszerepet kapott második, Julij Rajzman által rendezett filmjében is (Hátha mégis szerelem?, 1961). A filmben a fiatal szerelmespár kibontakozó érzelmeit az osztálytársak gúnyolódása fogadja, a felnőttek pedig, főként a tanárok nyersen közbelépnek. A lány igyekszik megvédeni őszinte érzelmeit a környezet durva beavatkozásától.
Akkoriban a szovjet színművészeti főiskolák előírásai kifejezetten tiltották, hogy a növendékek diploma előtt filmszerepet vállaljanak, így a már híres színésznő ott nem folytathatta tanulmányait. Ekkor beiratkozott a moszkvai filmfőiskolára, ahol Tamara Makarova és Szergej Geraszimov házaspár osztályába került. 1964-ben kapta meg diplomáját, attól kezdve a moszkvai Filmszínészek Színházának tagja volt.
Kezdetben több háborús filmben játszott: Keletre meneteltek (rendező: Giuseppe De Santis), Útitársak, Isten veled!, és figyelemre méltó alakításai voltak klasszikus irodalmi művek filmváltozataiban (Balzaminov házassága, 1964; A nagybácsi álma, 1966).
Későbbi munkáiban a legkülönbözőbb kortárs asszonyi sorsokat jelenítette meg. Különösen sikeres volt falusi környezetben játszódó filmekben. A máshonnan jött asszony a helybeli gépkocsivezető és a kislányával falura érkezett, korábbi lelki sebeit hordozó, sérülékeny tanítónő szerelmi története. A pár nem költözik össze, de harmonikus kapcsolatban élnek, mígnem megjelenik a faluban a korábbi férj. A Közeli távolban épp ellentétes figurát alakít: egy állami gazdaság igazgatónője: erős, igazát és önmagát megvédeni képes személyiség; máskor kétségbeesett, szerelme érdekében félelmét legyőző (Új helyen), vagy jólelkű, megértő, segíteni kész nő Szomszédok voltunk.
Összesen közel ötven filmben, gyakrabban kortárs témájú történetekben játszott. Ezek a munkák messze elmaradtak az első filmek színvonalától, nem is értek el olyan zajos sikert. Az 1990-es évek elején – több pályatársához hasonlóan – Prohorenko lényegében abbahagyta a filmezést, bár a 2000-es évek elején még feltűnt néhány kisebb szerepben.

### Magánélet
Még főiskolás korában házasságot kötött Gennagyij Vasziljev későbbi rendezővel, akitől 1961-ben lánya született. Az 1980-as évek elején Tamara Makarova és Szergej Geraszimov házaspár fogadott fia, Artur Makarov forgatókönyvíró élettársa lett, bár férjétől formálisan nem vált el. Makarov az 1990-es évek elején céget alapított és az üzleti életben próbált érvényesülni. Prohorenko közben vidéken telket és kisebb faházat vásárolt, nyaranta ott tartózkodott. 1995-ben moszkvai lakását kirabolták, az ott tartózkodó Makarovot meggyilkolták. Évekig tartott a nyomozás, de a tettes nem került elő.
Prohorenko attól kezdve még inkább elzárkózott a nyilvános szerepléstől. Pszkov környéki vidéki házában visszavonultan élt, csak télre költözött vissza moszkvai otthonába. 2010 őszén komoly műtéten esett át. 
A következő évben meghalt.
Lánya, Jekatyerina Jevgenyjevna Vasziljevna, valamint nagyobbik unokája, Marjana Szpivak egyaránt színésznők.

## Filmjei
- 1959 – Ballada a katonáról (Баллада о солдате) – (R. Grigorij Csuhraj)
- 1961 – Hátha mégis szerelem? (А если это любовь? ) – (R. Julij Rajzman)
- 1963 – Igaz történet (Непридуманная история) – (R. Vlagyimir Geraszimov)
- 1964 – Balzaminov házassága (Женитьба Бальзаминова) – (A. N. Osztrovszkij trilógiájának motívumaiból. R. Konsztantyin Voinov)
- 1964 – Keletre meneteltek (Они шли на восток / Italiani brava gente) – (Szovjet-olasz film. R. Giuseppe de Santis)
- 1964 – A kórterem (Палата) – (R. Georgij Natanszon)
- 1964 – Első hó (Первый снег)
- 1964 – Útitársak (Поезд милосердия) – (Vera Panova Útitársak című elbeszélése alapján)
- 1965 – Húsz év múlva (Двадцать лет спустя)
- 1965 – A vihar elébe, 1–2. rész (Иду на грозу) – (Danyiil Granyin azonos című regénye alapján. R. Szergej Mikaeljan)
- 1966 – A nagybácsi álma (Дядюшкин сон) – (Dosztojevszkij elbeszélése alapján)
- 1966 – Isten veled! (Прощай) – (Háborús film)
- 1967 – Eset, amelyet senki sem vett észre (Происшествие, которого никто не заметил)
- 1968 – Az ismeretlen lány / Szerafim Frolov szerelme (Любовь Серафима Фролова)
- 1968 – Ezerből egy (Один шанс из тысячи)
- 1971 – Antracit (Антрацит)
- 1971 – Ha férfi vagy… (Если ты мужчина…)
- 1971 – Halálos ellenség (Смертный враг)
- 1972 – Pont, pont, vesszőcske… (Точка, точка, запятая…) – (Alekszandr Mitta)
- 1973 – A szibériai nagyapa (Сибирский дед) – (Grúziafilm stúdió. R. Georgij Kalatozov)
- 1973 – Ajtó lakat nélkül (Дверь без замка)
- 1973 – Vörös kányafa (Калина красная) – (R. Vaszilij Suksin)
- 1973 – Üllő vagy kalapács (Наковальня или молот)
- 1973 – Csasztuskák (Озорные частушки) – (Rövid zenés vígjáték)
- 1973 – A felfedezés (Открытие / Рукопись академика Юрышева) – (Szverdlovszki filmstúdió)
- 1975 – Szokolovo (Соколово) (Csehszlovák–szovjet háborús film)
- 1975 – Hajnaltól hajnalig (От зари до зари)
- 1975 – A nyugdíjas ezredes (Полковник в отставке)
- 1975 – Tériszony (Страх высоты)
- 1977 – Arany akna (Золотая мина)
- 1977 – A máshonnan jött asszony (Приезжая) – (R. Valerij Lonszkoj)
- 1978 – Közeli távol (Близкая даль) – (R. Vitalij Kolcov)
- 1978 – Új helyen (На новом месте)
- 1980 – Ljalka-Ruszlan és barátja, Szanyka (Лялька-Руслан и его друг Санька) – (Gyerekfilm)
- 1980 – Egy eltévedt golyó (Шальная пуля) – (Polgárháborús dráma, Grúziafilm stúdió)
- 1980 – Élned kell (Ты должен жить) – (Háborús film)
- 1981 – Színészek voltak (Они были актёрами) – (Háborús film)
- 1982 – Szomszédok voltunk (Мы жили по соседству)
- 1983 – Hurok (Петля) – (Krimi)
- 1984 – Egy ütközés két változata (Две версии одного столкновения) – (Ogyesszai filmstúdió, krimi)
- 1984 – A TASZSZ-t felhatalmazták a közlésre (ТАСС уполномочен заявить) – (10 részes krimisorozat. R. Vlagyimir Fokin)
- 1984 – Sarlotta nyaklánca (Колье Шарлотты) – (3 részes krimi)
- 1987 – A forradalom megbízottja (Уполномочен революцией) – (Üzbegfilm stúdió. R. Zinovij Rojzman)
- 1989 – A labirintus bejárata (Вход в лабиринт)
- 1990 – Boszorkányok barlangja (Подземелье ведьм) – (Szovjet–csehszlovák sci-fi. R: Jurij Moroz)
- 1990 – Nincs idegen föld (Нет чужой земли) – (Szverdlovszki filmstúdió)
- 1992 – Fiktív házasság (Фіктивний шлюб) – (Ukrán film)
- 1998 – Széttört lámpák utcái. Inferno (Улицы разбитых фонарей. Инферно) – (A 31 részes tv-sorozat egyik részében)
- 2002 – Drongo (Дронго) – (14 részes tv-sorozat, krimi. R. Zinovij Rojzman)
- 2003 – Ikrek (Близнецы) – (A 16 részes krimisorozat két részében. R. Zinovij Rojzman)
- 2004 – Hely a Nap alatt (Место под солнцем) – (Epizódszerepben)